# Юг (учения, 1971)

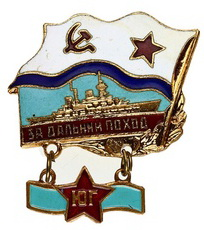
Знак За дальний поход с подвеской Юг. Утвержден 28 июля 1971 года

«Юг-71» — кодовое название командно-штабных учений Военно-Морского Флота СССР, проведённых 8-23 июня 1971 года на южном побережье Крыма. В учениях принимали участие 810-й отдельный полк морской пехоты совместно с войсками Черноморского флота, Белорусского и Одесского военных округов.
Учения проводились под руководством министра обороны СССР Маршала Советского Союза А. А. Гречко и Главнокомандующего ВМФ С. Г. Горшкова.

## Задачи
Основной задачей учений стала отработка сценария проведения военной операции с высадкой морского и воздушного десанта в проливе Босфор или Средиземном море при переходе холодной войны в активную фазу. Реализация этой задачи требовала высадки десанта и проведения морской операции для получения господства на море.
Второй задачей учений была инспекция десантных возможностей войск морской пехоты СССР, воссозданных во второй половине 1960-х годов.

## Корабли и воинские части
Корабли и части Черноморского и Северного флотов, задействованные в учениях:
- крейсер «Дзержинский» (флагман)[2]
- ракетный крейсер «Грозный»[1];
- противолодочный крейсер «Ленинград»;
- большой противолодочный корабль «Отважный»
- 14-я дивизия подводных лодок[3];

В Средиземном море
- большой противолодочный корабль «Красный Кавказ»[3];
- 21-я бригада противолодочных кораблей[3];
- бригада подводных лодок Северного флота[3][какая?];
- Корабли разведки с гидроакустическими буями[3];
- противолодочные самолёты Ил-38 с аэродрома Мерса-Матрух[3].

Воинские части задействованные в учениях:
- 98-я гвардейская воздушно-десантная дивизия;
- 810-я отдельная гвардейская бригада морской пехоты.

Связь на учениях обеспечивала воинская часть, которая отвечала за связь на спецобъектах Крыма.

## Ход учений

### Подготовка
В 1960-х годах морская пехота была упразднена, поэтому десант на учениях и манёврах выполнялся силами мотострелковых частей. Результаты этих учений показали, что такая замена не равноценна.
В начале 1960-х годов на Каспийской флотилии и Тихоокеанском флоте были показаны откровенно провальные действия мотострелковых частей. Министр обороны СССР Р. Я. Малиновский был вынужден пересмотреть решение упразднения подразделений морской пехоты.
В начале мая 1967 года «ОИС Фаддей Беллинсгаузен» исследовало побережье Мраморного, Эгейского и восточной части Средиземного морей. В качестве научного экипажа на судне находилась группа генералов, адмиралов и офицеров Генерального штаба, Одесского военного округа и Черноморского флота. На материалах, собранных в этом походе, строилась стратегия оперативной подготовки войск, флота и авиации на Юго-Западном направлении.
В 1968 году прошли учения «Весна-69» на которых отрабатывалось десантирование сил ВДВ.
В начале 1970-х годов десантные силы морской пехоты были окончательно сформированы: 197-я бригада десантных кораблей была сформирована 28 июля 1966 года, а в апреле 1971 года она была усилена дивизионом больших десантных кораблей.
В начале 1970-х годов на Чёрном море был открыт учебный центр для подготовки морских пехотинцев. Именно эти боевые подразделения приняли участие в манёврах. Эта боевая группировка готовилась для средиземноморского театра военных действий. Задолго до этого в Средиземном море была проведена военно-морская разведывательная операция.

### События учений

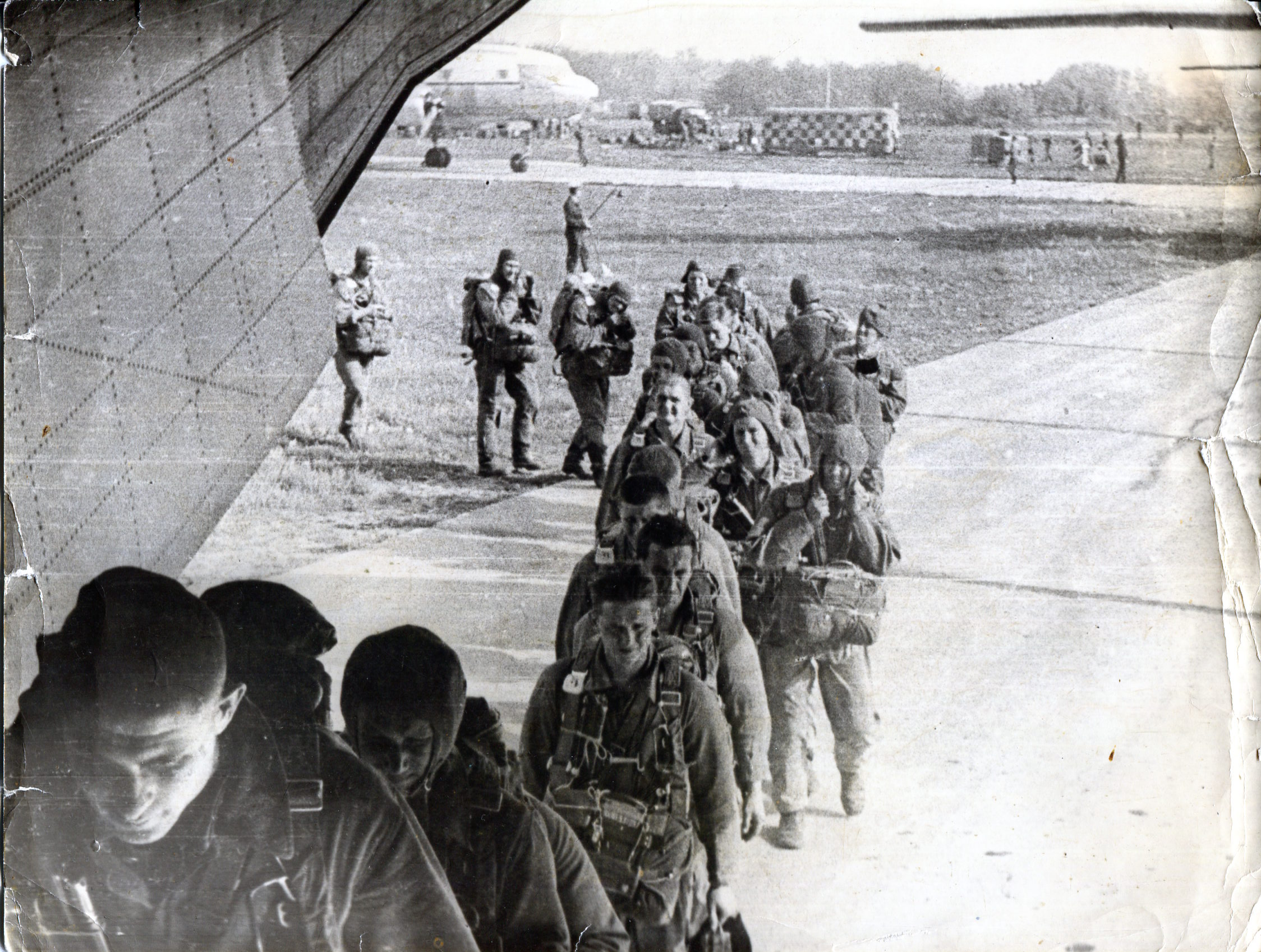
217-й десантный полк грузится на Ан-12 в ходе учений Юг-71

В ходе учений была отработана высадка оперативного десанта в Черноморских проливах в составе полка морской пехоты и мотострелковой дивизии. В качестве полигона был выбран район аэродрома Багерово, на котором базировался 71-й специальный полигон. Десант был выполнен самолётами Ан-12, вылет был выполнен из аэродрома Червоноглинский. В ходе учений погиб один военнослужащий (сержант роты СПГ) и была повреждена неудачно десантированная АСУ-57.

После успешной высадки десанта министр обороны СССР А. Гречко и главнокомандующий ВМФ С. Горшков на крейсере «Дзержинский» в охранении нескольких боевых кораблей прошли через проливы на рекогносцировку и приняли участие в учениях 5-й эскадры в Средиземном море.

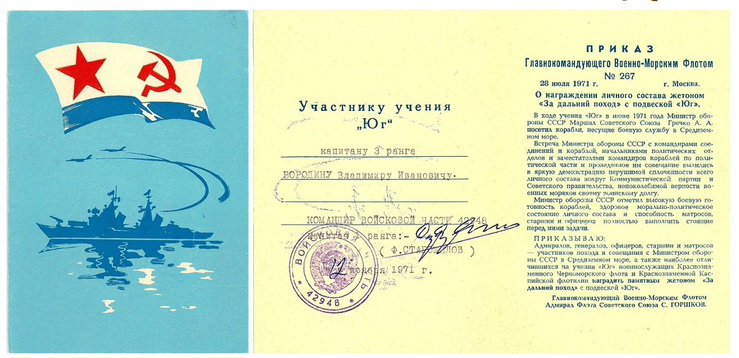
Приказ С. Г. Горшкова о вручении Знака За дальний поход с подвеской Юг

В Средиземном море силами противолодочных средств удалось обнаружить две подводные лодки из четырёх, несущих вахту в этой акватории. В Средиземном море произошел инцидент с французским эсминцем «Сюркуф». Советский танкер Генерал Бочаров участвовал в заправке дизельных советских ПЛ Северного флота. «Сюркуф» спровоцировал столкновение с танкером. В результате эсминец был выведен из строя.
В учениях приняли участие 10 подводных лодок 14-й дивизии ПЛ Черноморского флота, в том числе 7 торпедных лодок проекта 613 и три лодки с крылатыми ракетами (проект 644), две из которых — С-69 и С-162 — успешно выполнили ракетные стрельбы. Также в ходе учений согласно приказу была экстренно введена в строй находящаяся в резерве подводная лодка С-98 проекта 613. Через шесть часов после вводной на лодку начали прибывать военнослужащие из запаса, в течение восьми суток была выполнена расконсервация подводной лодки, затем сданы все учебные задачи вплоть до ввода ПЛ в состав сил постоянной готовности.
Учения завершились торжественным концертом в севастопольском Доме офицеров Черноморского Флота. Самыми важными гостями этого концерта были министр обороны А. А. Гречко, первый секретарь ЦК Компартии Украины, В. В. Щербицкий, главнокомандующий ВМФ С. Г. Горшков, начальник ГлавПУР СА и ВМФ А. А. Епишев.